# Década de 490 a.C.

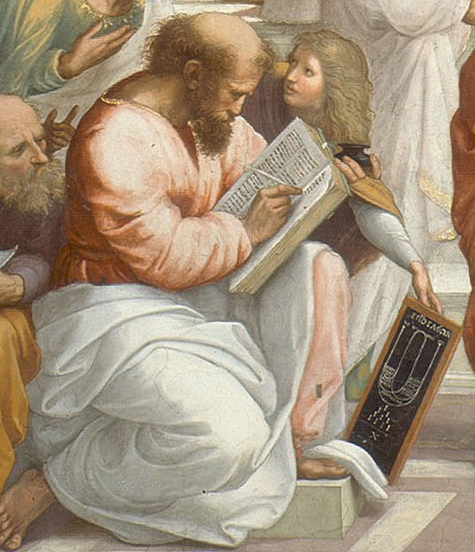
A Escola de Atenas, Palácio Pontífice, Vaticano.

Séculos: (Século VI a.C. - Século V a.C. - Século IV a.C.)
Décadas: 540 a.C. 530 a.C. 520 a.C. 510 a.C. 500 a.C. - 490 a.C. - 480 a.C. 470 a.C. 460 a.C. 450 a.C. 440 a.C.
Anos:
499 a.C. - 498 a.C. - 497 a.C. - 496 a.C. - 495 a.C. - 494 a.C. - 493 a.C. - 492 a.C. - 491 a.C. - 490 a.C.